# Larache
Larache (en árabe: العرايش‎, romanizado: al-ʿArāʾish) es una ciudad portuaria localizada en el noroeste de Marruecos. Es capital de la provincia epónima. Ubicada dentro de la región Tánger-Tetuán-Alhucemas, está a unos 85 km de Tánger y a 105 km de Tetuán. Se encuentra situada en el litoral atlántico, en la margen izquierda del estuario del río Lucus.
Según el censo de 2004 tenía una población de 107 371 habitantes. En sus inmediaciones se encuentran las ruinas de Lixus, un asentamiento fenicio y posteriormente cartaginés que más tarde se convirtió en colonia romana y parte de la provincia romana de Mauritania Tingitana.

## Clima
Larache se beneficia de un clima mediterráneo. Las temperaturas son cálidas en verano y suaves en invierno. Larache tiene de promedio entre 700 y 800 milímetros de lluvia al año. En cuanto a las temperaturas, entre 6 °C y 10 °C en invierno, y entre 27 °C y 35 °C en verano. El 10 de julio de 2021 se registró una temperatura máxima histórica de 46,4 grados Celsius (115,5 °F).

## Historia

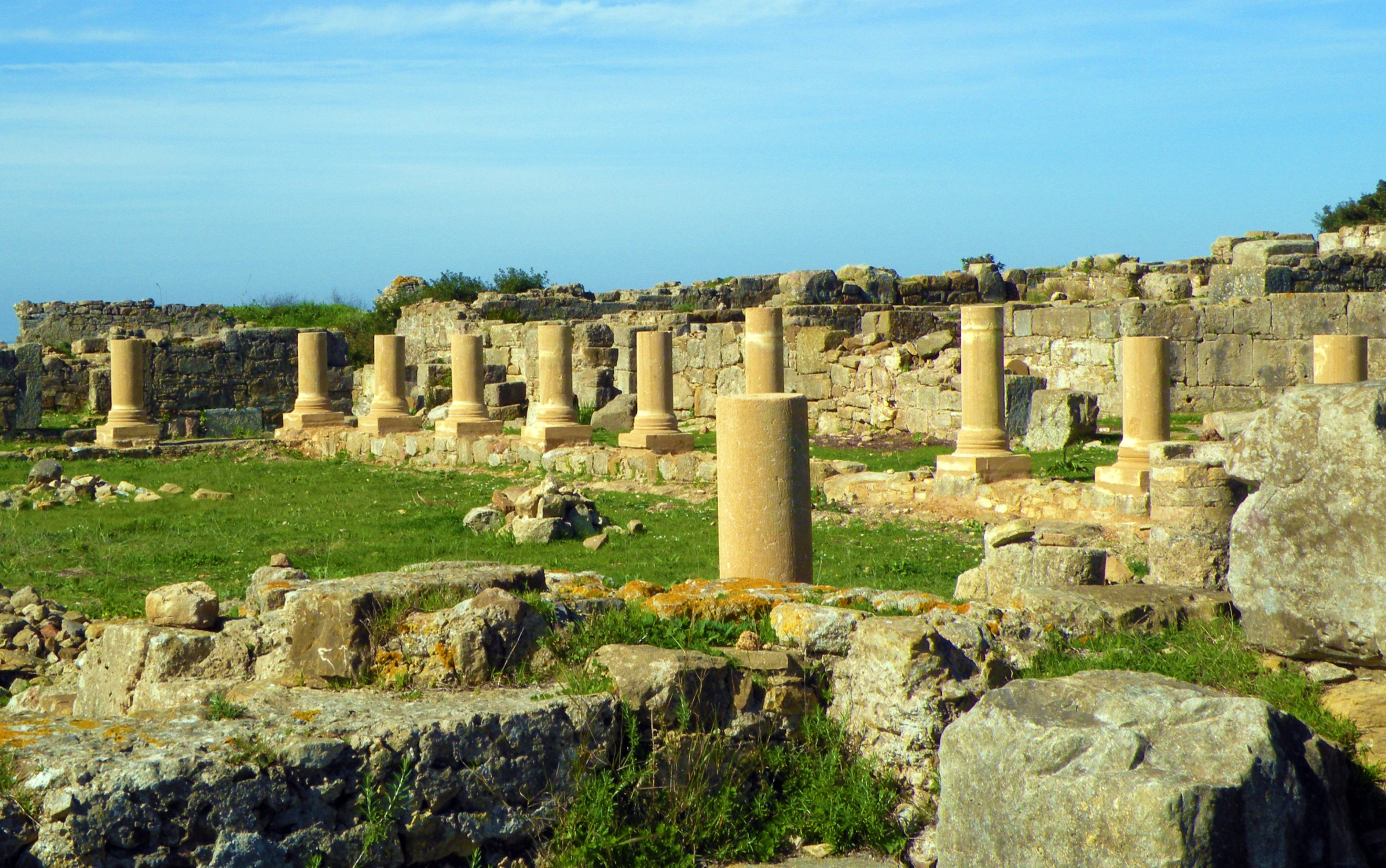
Ruinas de Lixus

### LixussigloVIIa.C.-sigloV
Antigua ciudad de Lixus (fenicia y cartaginesa). La leyenda quiere situar en Larache el mítico Jardín de las Hespérides, donde se encontraban las manzanas de oro guardadas por el dragón Ladón. La ciudad se considera como una prolongación geográfica e histórica natural de la antigua Lixus, que está a tres kilómetros.

### Edad Media
Larache se fundó en el siglo IX; concretamente, en el año 828, según unas fuentes, cuando el príncipe idrisí Mohámmed la entregó para su gobierno a su hermano Yahia ibn Idrís y combatientes árabes instalados en Lixus extendieron sus campamentos sobre la otra orilla del río Lucus. En 1471 bajo el reinado de Alfonso V de Portugal, los portugueses establecidos en Arcila y Tánger remontaron la ría del Lucus y alcanzaron un peaje no lejos de la ciudad, donde edificaron una fortaleza. Sin embargo, no llegaron a terminarla, porque fueron expulsados por los cabileños y por el ejército magrebí, mandado por Muley Nácer (dinastía wattásida), quien ordenó construir unas murallas y un fuerte llamado Al-Fath o Leqbibat, con el objetivo de proteger Larache desde el mar y evitar más incursiones por el río.[cita requerida]
El sultán saadita Áhmed Mansur Adahbi construyó en 1578 un castillo en las afueras de la medina, del lado del campo, dándole de nombre An-Nasr (La Victoria), conocido más tarde por los españoles como el castillo de Nuestra Señora de Europa o popularmente como el de Las Cigüeñas. Del siglo XIV data la torre del Judío, situada al norte del castillo de las Cigüeñas. La ciudad volvió a ser puerto comercial y refugio de piratas holandeses, ingleses y magrebíes al acecho de la navegación a cabotaje y transoceánica española y portuguesa.

### Edad Moderna

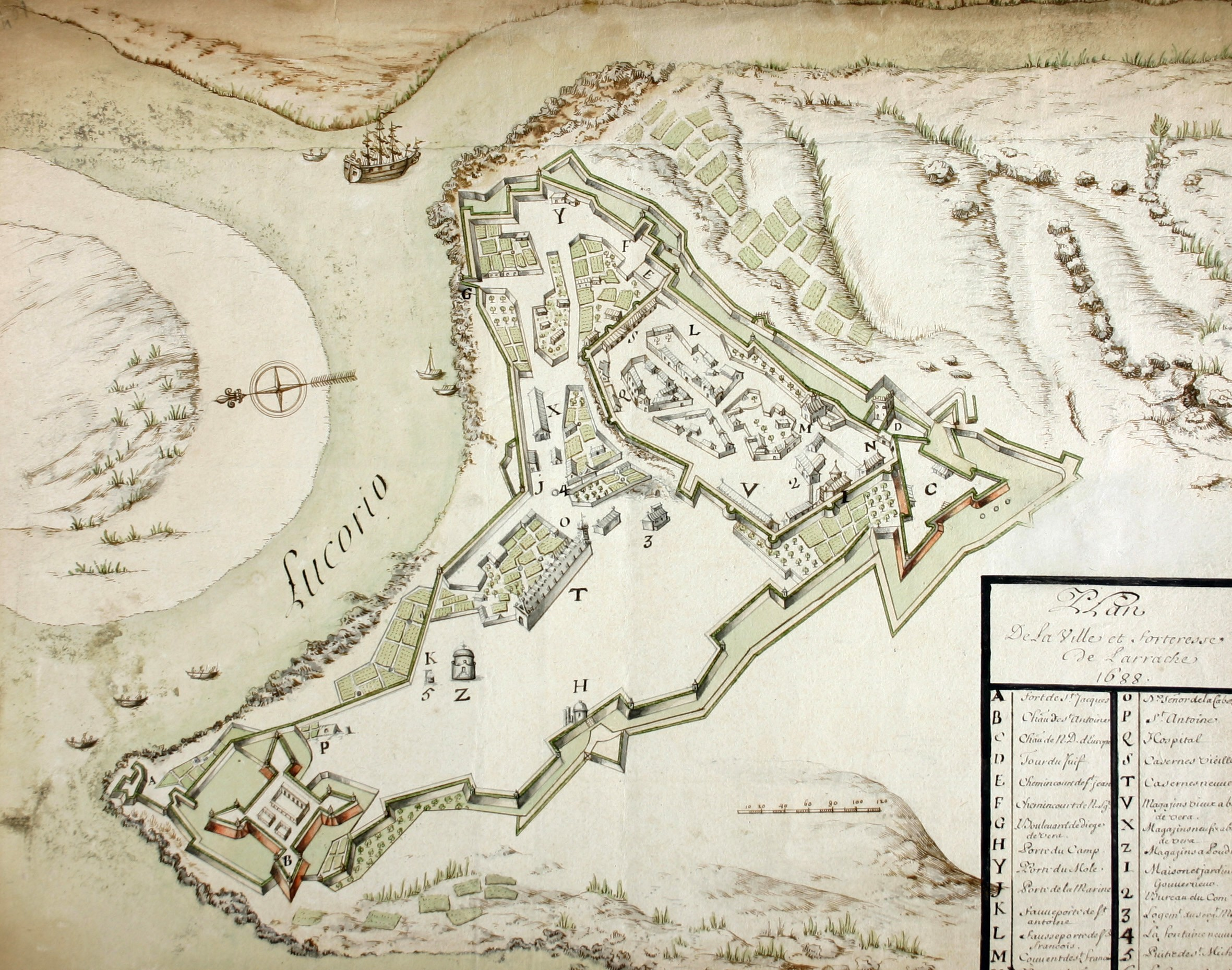
Ciudad fortificada y fuertes de Larache en 1688

En 1610, el sultán Mohammed esh-Sheikh el-Mamún, derrotado por su rival Mawlay Zidan Abu Maali, dio pacíficamente la ciudad al monarca español Felipe III a cambio de su ayuda para recuperar el trono saadita. La fortificación del presidio de Larache, con el nombre de San Antonio de Alarache, fue encargada al experto ingeniero Bautista Antonelli, entre cuyas obras se encuentran el Morro de La Habana o la fortificación de Cartagena de Indias. La población de Larache a la llegada de los españoles era de cien vecinos. Además, se acometieron las obras del convento de San Francisco e iglesia de La Fuerza, sobre una mezquita existente. El castillo de An-Nasr, triangular con sesenta cañones pasó a denominarse castillo de Nuestra Señora de Europa o de Santa María y el castillo de Al-Fath, cuadrangular, próximo al río y con treinta cañones, pasó a denominarse castillo de San Antonio. Junto al ingeniero Juan de Médicis y Alemanni, que también trabajó en el fuerte de La Mamora, se acometió la reconstrucción de la muralla y baluartes, el refuerzo de los fosos y parapetos, y la construcción de una puerta de tierra entre los dos castillos, cuyo revellín es el origen de la actual plaza de la Liberación o de España. La fortificación albergaba la antigua ciudad, los cuarteles, plaza de armas, guarnición, iglesia, hospital y demás dependencias. Tras la destitución de Gaspar Valdés y Alcaraz, fue nombrado gobernador Pedro Rodríguez de Santisteban en 1614. Su aprovisionamiento se realizaba, al igual que para La Mamora, desde El Puerto de Santamaría gracias a la capacidad logística del VII duque de Medina Sidonia. Otros gobernadores de Larache fueron Lorenzo de Ripalda y Ureta o el maestre de campo Diego Pacheco de Arce.
En 1689 fue conquistada por Ismaíl de Marruecos, tras las conquistas de La Mamora (1681) y Tánger (1684).
En el reinado de Muley Mohámmed ibn Abdel·lah, Larache conoció un desarrollo urbanístico y comercial muy importante. Mejoró las infraestructuras, ampliando y equipando el zoco de la ciudad, llamado popularmente Zoco Chico (Sok Sguer, en árabe). Rehabilitó la primera mezquita de Larache. 

### Edad Contemporánea

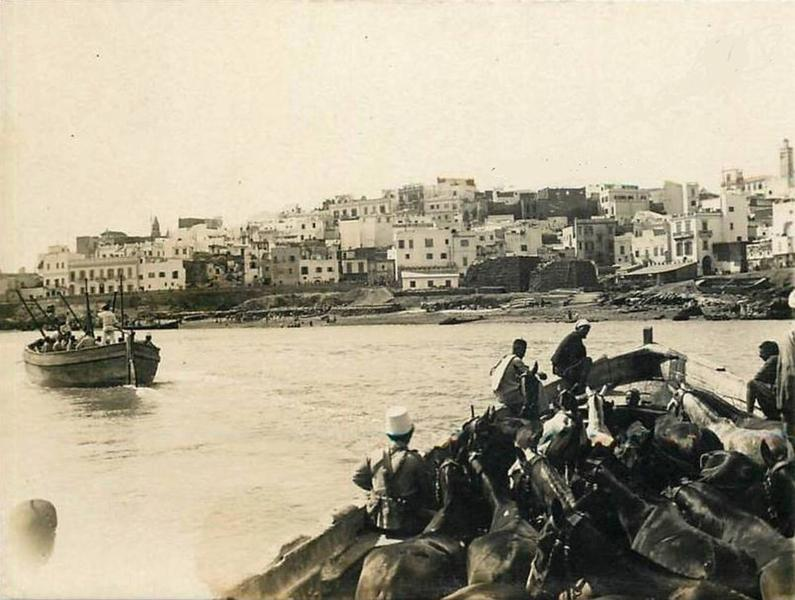
Desembarco de España en Larache durante la guerra de África (1860)

El 3 de junio de 1829 la ciudad fue bombardeada por la Armada austríaca en respuesta al secuestro del barco mercante Veloce, que había sido apresado frente a las costas de Cádiz y trasladado a Larache. Además, el 15 de febrero de 1860 fue atacada, junto a los puertos de Rabat y Arcila, dentro de las acciones españolas de la guerra de África debido al ataque marroquí a Ceuta de agosto de 1859. En 1860, la ciudad tenía unos 3500 habitantes, la mayoría musulmanes, puesto que de ellos solo 200 eran hebreos y 20 europeos (españoles, la mayoría).[cita requerida] Durante la guerra de África entre Marruecos y España, el puerto de Larache fue objeto de bloqueo y de las bombas de la Armada.

#### Protectorado español de Marruecos (1912-1956)

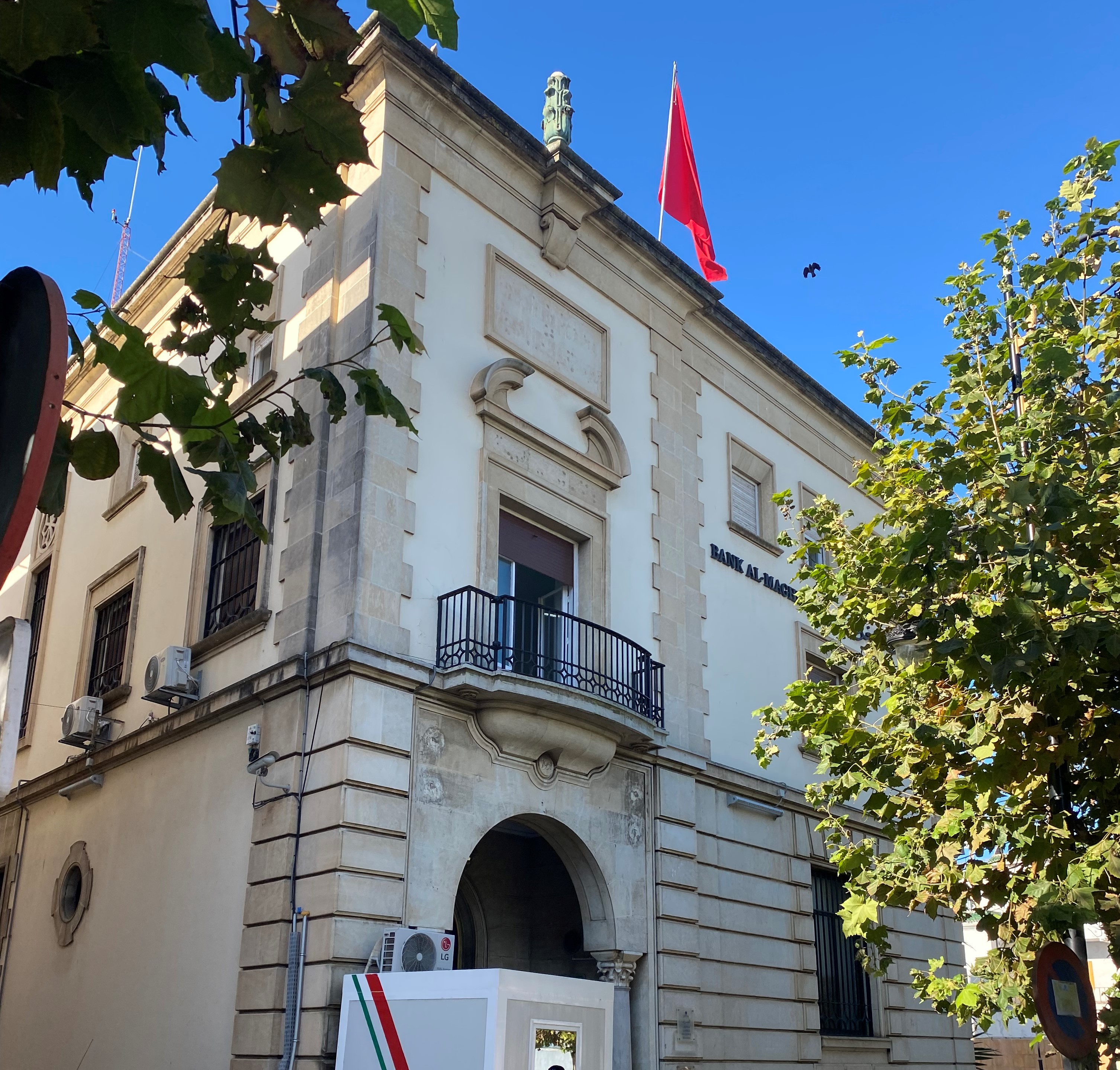
Antigua agencia del Banco de España en Larache obra de Juan de Zavala Lafora, testimonio de la época del protectorado español de Marruecos (1912-1956)

El 8 de junio de 1911 durante la guerra del Rif, desembarcaron en Larache las tropas españolas. El asentamiento de los militares y civiles españoles en Larache supuso construcción de instalaciones, infraestructuras y viviendas para los nuevos residentes. En 1913 en el protectorado se dividió militarmente en tres Comandancias Generales situadas en Ceuta, Melilla y Larache, dependiendo para asuntos de política general del Alto Comisario de Marruecos y del Ministerio de la Guerra. La Comandancia General de Larache desapareció en 1956 con la independencia de Marruecos. En 1943 se renombró el Tercio con base en Krimda, al norte de Larache, como Tercio Don Juan de Austria, que en 1956 fue trasladado a El Aaiún en el Sahara español.
El 17 de octubre de 1921 se inauguró la pionera línea aeropostal y militar Sevilla-Larache, de la CETA, la primera compañía aérea privada de España.Las fértiles vegas del Lucus eran las zonas más propicias para la agricultura del protectorado, después de la zona entre Zeluán y Tistutín. De 1927 data la Compañía Agrícola del Lukus (CAL) para la producción de naranjas del político y empresario judío Ignacio Baüer, dirigida por el ingeniero agrónomo Ángel Arrúe Astiazarán, que fue la empresa agrícola más importante del Marruecos español. 
El 23 de abril de 1938 se inauguró la segunda línea de la reactivación de Iberia que fue la ruta Sevilla-Larache-Sidi Ifni-Cabo Juby (Tarfaya). El Protectorado Español de Marruecos estuvo vigente entre 1912 y 1956, tiempo en el que la imagen de Larache cambió mucho en todos los aspectos, urbanísticos y arquitectónicos, como la plaza de la Liberación, antigua plaza de España, el Balcón Atlántico, las nuevas avenidas y arterias de  la ciudad de ensanche radial de Larache. Entre los edificios de esta época se encuentran de estilo neoadalusí, aerodinámico o moderno entre otros.

### Actualidad
A partir de 1956 y hasta la actualidad, Larache perdió muchas de las adquisiciones que tenía, como ser capital de provincia y región del Lukus. En 1958 se clausuró la línea ferroviaria Larache-Alcazarquivir, ramal de la Tánger-Fez que databa de 1922, la marginación de su puerto en favor de los de Tánger y Casablanca, la desaparición paulatina del legado hispanomarroquí y la no metamorfosis de la ciudad.[cita requerida]

## Patrimonio artístico y monumental

Medina de Larache

### Medina
A la ciudad se accede a través de la calle Mohámed V, antigua Reina Victoria, principal arteria de la ciudad española, que llega hasta Plaza de España, hoy plaza de la Liberación, centro neurálgico de la ciudad, donde se unen la medina antigua y el ensanche. Plaza de España se construyó con la idea de crear una conexión entre la ciudad vieja y nueva; es de forma elíptica, para amoldarse a las murallas de la medina, está rodeada de  edificios al estilo tradicional. La ciudad antigua en forma triangular se extiende entre el castillo de El-Kebibat, el de La Cigüeña y el puerto, en la antigüedad amurallada.
Entrando por la plaza de España se cruza la puerta de Bab Barra o de la Medina reformada durante el protectorado, accediendo a una plaza porticada, el Zoco Chico (siglo XVIII) o souk sgher, centro neurálgico del zoco, antigua plaza de armas, hoy zoco con arquerías restauradas por los españoles, la preside la mezquita Mayor, que se levantó en el siglo XVIII.
A la izquierda del Zoco Chico se encuentra la Madraza (siglo XVIII), antiguo fóndac, con amplio patio central, junto a ella la puerta del barrio de Kebibat (siglo XIX) que por la antigua calle Hospital, termina en el castillo del mismo nombre, también llamado Castillo de San Antonio construido por los saadíes en el siglo XVI como fortaleza para la defensa de la ciudad. Cierta fortaleza defensiva, fue habilitada por los españoles en 1911 como hospital provincial.

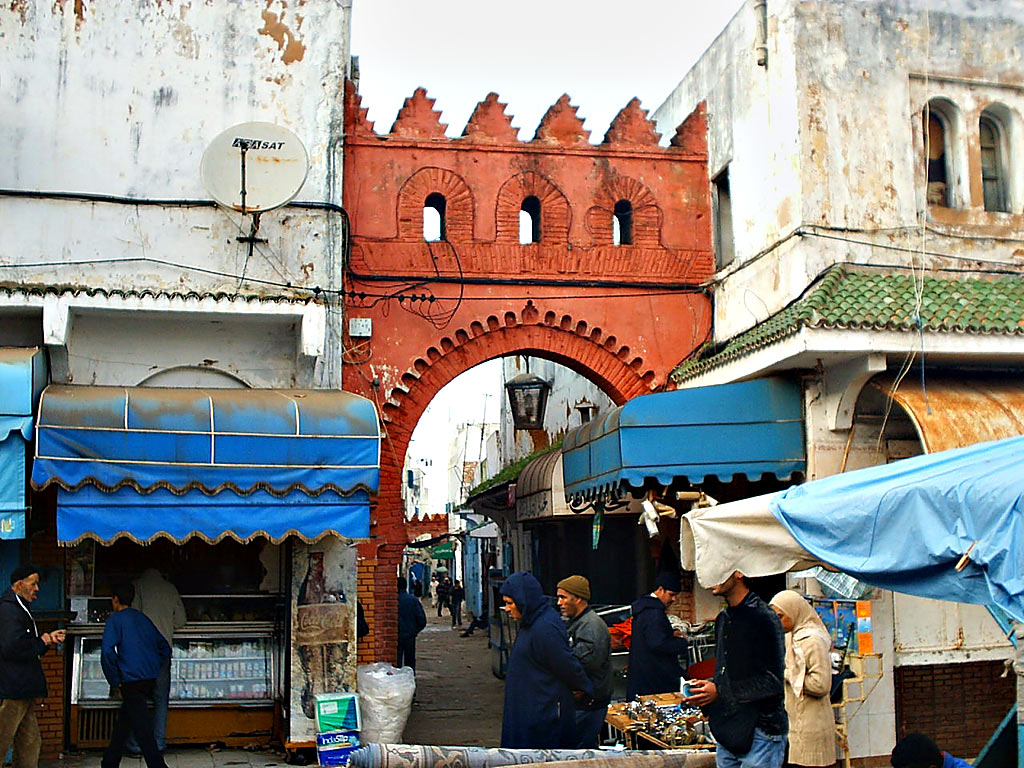
Medina de Larache

Si continuamos desde el Zoco Chico en dirección norte, nos encontramos la antigua Puerta de Mar al borde fluvial, antiguo varadero, hoy urbanizado con la construcción de una nueva avenida y terrenos portuarios. En dirección este, cerca de la antigua muralla, nos encontramos la mezquita Nasaría (siglo XVIII), el antiguo barrio judío, con sus casas de amplios balcones, la antigua iglesia de San José (1909), de estilo neogótico con una torre, hoy en ruinas, saliendo de la medina por la puerta del muelle (siglo XVII), las antiguas Atarazanas del siglo XVIII, con arcos de herradura, están todavía en uso, y el antiguo hospital de la Media Luna Roja, con su pequeña iglesia.
A la derecha del Zoco se encuentra la puerta de la Alcazaba (siglo XV), con su fuente, una de las principales puertas de la ciudad en los siglos XV y XVI. Esta puerta da acceso a la calle Alcazaba, continuando por ella hacia el este se pasa por la plazuela y mezquita de Anwar siglos con alto alminar octogonal. Este edificio se asienta probablemente en un antiguo convento y cementerio cristiano de San Francisco.
Cerca, en la plaza del Majzén, donde se divisan espléndidas vistas del puerto y la colina de Lixus, se sitúan varios edificios notables.  El primitivo alcázar (antigua Comandancia General), con la torre del reloj reformada por García de la Herrán, es obra fundamental del estilo neoárabe que floreció en el protectorado; hoy es conservatorio de música.  En su interior, decorados, destacan el patio y las escaleras. Junto a esta antigua comandancia se halla el castillo de la Cigüeña, también conocido como "El-Laqaliq" (y otrora "Nuestra Señora de Europa"), construido en el siglo XVI por los saadíes.  Su forma triangular y altas murallas recuerdan a los baluartes ceutíes; está rodeado por el llamado "Jardín de las Hespérides." Frente a estos edificios, y al borde de la ladera que domina el puerto, la defensiva "Torre del Judío" (siglo XV), ostenta el blasón de los Austrias y es en la actualidad  museo arqueológico; su jardín se extiende hasta las murallas colindantes.

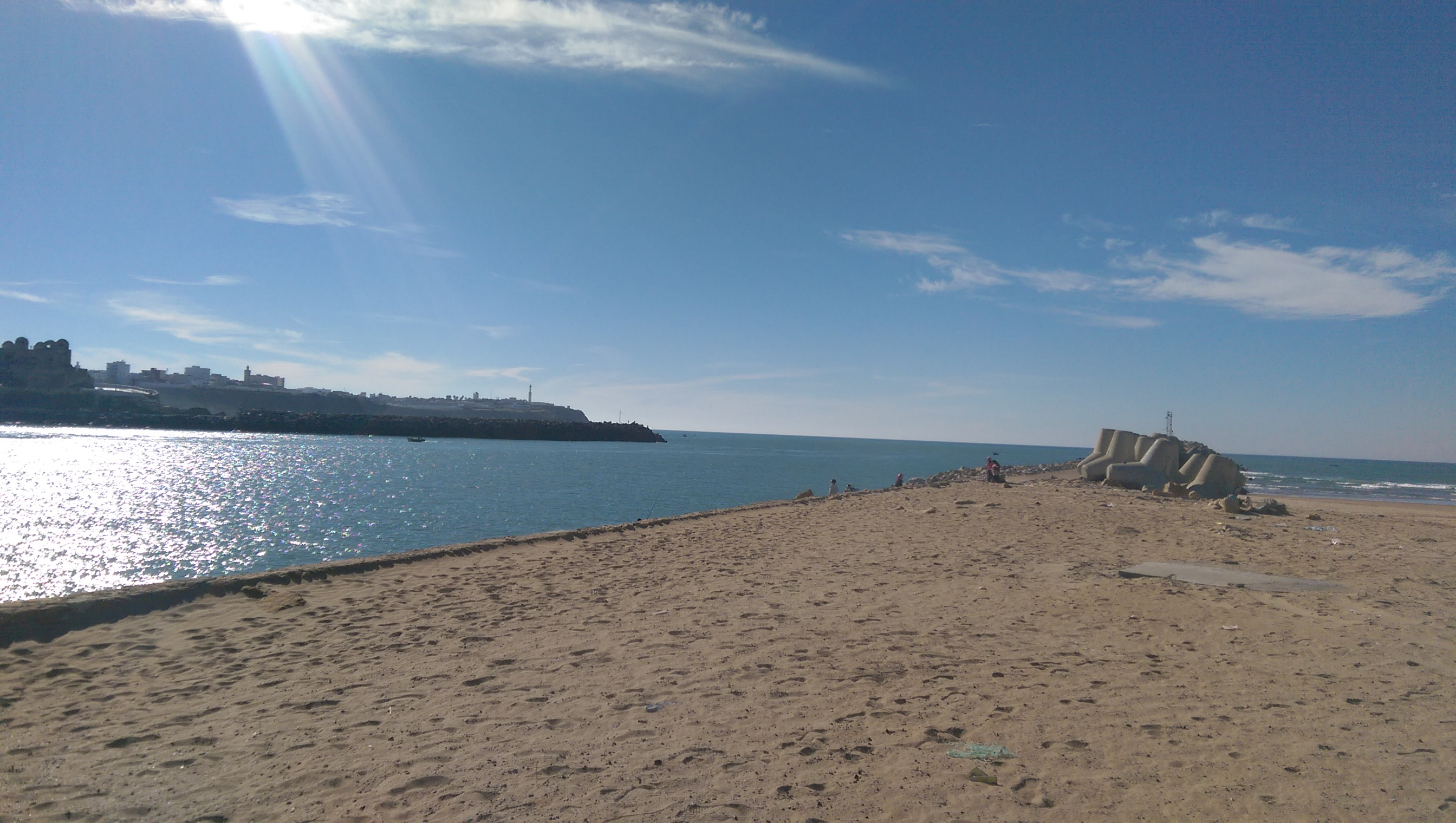
Playa de Larache en la otra orilla del Lucus

### La playa

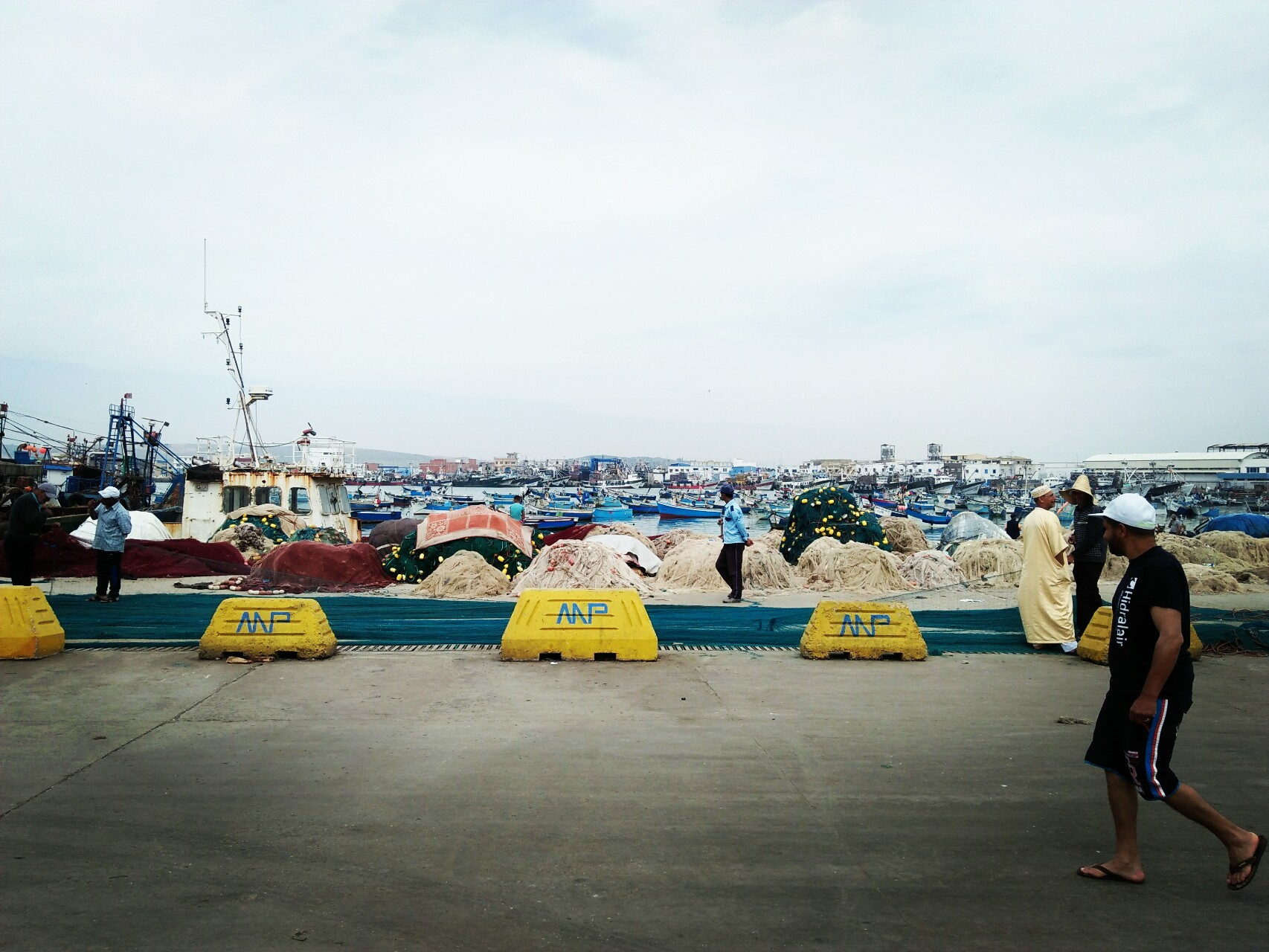
Puerto de Larache

Está situada en la otra orilla de la desembocadura del río Lukus. Para llegar a ella, se puede atravesar el río en barca (cerca del puerto municipal) o ir en coche, en el que se tiene que recorrer unos 10 km para llegar a la playa.

### El puerto
En el puerto de Larache se encuentra el último astillero artesanal de todo el país, fundado en 1950 por el calafate de Isla Cristina Conrado Kurrado de Sousa. 

## Cultura

### Entidades culturales
En Larache se encuentra la sede de la Asociación de Escritores Marroquíes en Lengua Española. También se encuentra en la ciudad la casa-museo de Mohamed Sibari, uno de los escritores marroquíes en español más importantes.

## Deporte
Durante la época del protectorado existieron en la ciudad equipos de fútbol tales como el Larache Club de Fútbol y la U.D. Las Navas.

## Hermanamiento
- Almuñécar (España)
- Barbate (España)

## En las artes y la cultura popular
Larache es el lugar en el que se ambienta la mayor parte de la literatura de Mohamed Sibari. Su libro Relatos de las Hespérides (2000) toma el nombre del jardín de las Hespérides de Larache y todos los relatos incluidos en el libro están ambientados en la ciudad. Se puede señalar, además, Oda a la toma de Larache (1612) de Luis de Góngora, comentada por Pedro Díaz de Rivas. Del pintor Juan Lara se puede apreciar el cuadro Mercadillo de frutas de Larache.